# بوبیو پلیچه
بوبیو پلیچه (به ایتالیایی: Bobbio Pellice) یک کومونه در ایتالیا است که در استان تورین واقع شده‌است.

## خصوصیات
بوبیو پلیچه ۹۳٫۴ کیلومترمربع مساحت و ۶۰۳ نفر جمعیت دارد و ۷۳۲ متر بالاتر از سطح دریا واقع شده‌است.

## خواهرخوانده
شهر گواردیا پیمونتزه خواهرخواندهٔ بوببیو پلیچه هست.